# Martina Löw
Martina Löw (Würzburg, Alemanha Ocidental, 9 de janeiro de 1965) é uma socióloga alemã.

## Vida
Martina Löw formou-se em 1993 na Goethe-University Frankfurt, orientada por Marianne Rodenstein, com a tese "Raum ergreifen. Frauen zwischen Arbeit, sozialen Beziehungen und der Kultur des Selbst". A habilitação foi concluída em 2000 no Departamento de História, Filosofia e Ciências Sociais na Universidade Martin Luther de Halle-Wittenberg e ela recebeu o Christian Wolff Prize por seu trabalho anterior, em particular por sua tese em Sociologia do Espaço. De janeiro de 2002 a julho de 2013 ela foi Professora de Sociologia na Universidade Técnica de Darmstadt, com foco em análise social espacial, sociologia urbana e regional, além de estudos sobre mulheres e gênero. Desde então, ela tem atuado como professora de Sociologia da Arquitetura e Planejamento na Universidade Técnica de Berlim . Ela é porta-voz do Centro Colaborativo de Pesquisa 1265 Re-Figuration of Spaces
De 2011 a março de 2013, foi presidente da Associação Alemã de Sociologia.
Pelo programa German Academic Exchange Service (DAAD), Martina foi professora na Universidade Federal da Bahia no ano de 2009.

## Trabalhos

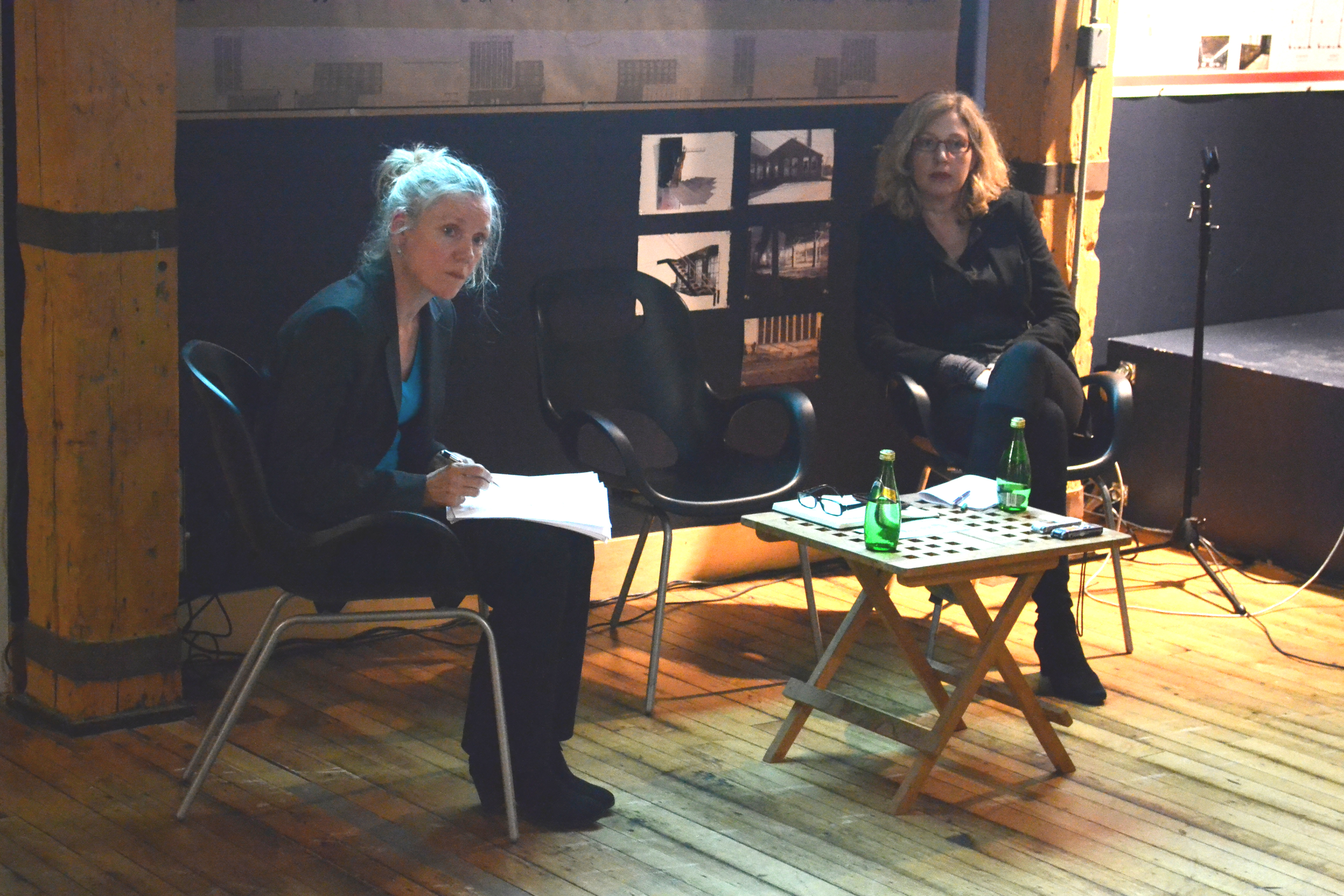
Martina Löw em um painel de discussão em 2011

Em 2001, Martina Löw publicou um estudo de grande relevância sobre a Sociologia do Espaço, teorizando a constituição do espaço como um fenômeno social e, portanto, uma função de desenvolvimentos e da ações sociais. O espaço é concebido como um ordenamento relacional de bens sociais e seres vivos, estabelecido por atos de síntese e posicionamento desses elementos. Essa abordagem processual da concepção do espaço contrasta com a visão predominante da sociologia, em que o espaço é entendido como o fundo estático (ou preexistente) dos processos sociais. Com base nessa nova abordagem, Löw investiga como a produção social do espaço está sendo transformada dentro e através de redes eletrônicas. Outras pesquisas enfocam a relação entre espaço, poder e diferenciação social, incluindo estudos etnográficos em contextos urbanos.
No campo da pesquisa urbana, Löw é amplamente conhecido por uma nova abordagem para analisar a “lógica intrínseca das cidades”. Essa lógica implica um conjunto complexo de estoques de conhecimento, meios de expressão e manifestações, que são intrinsecamente relacionados e baseados em formas de ações rotinizadas, governadas por regras e estabilizadas por recursos específicos. Essa linha de argumentação implica que, com o passar do tempo, as cidades se condensam em distintas  províncias de significado.
A partir de 2008, Löw foi coordenadora do projeto “Lógica Intrínseca das Cidades”, uma cooperação entre a Universidade Técnica de Darmstadt e a Universidade de Ciências Aplicadas de Darmstadt, apoiada pelo programa Ofensiva Land de Hessen para o desenvolvimento da excelência científica e econômica (LOEWE ). “Lógica intrínseca” é um conceito de trabalho para capturar as características específicas ou “típicas” de uma cidade e seus processos  implícitos de criação de significado operativos. O objetivo da pesquisa é analisar as estruturas fundamentais de uma cidade e investigar relações e semelhanças entre cidades, baseado metodologicamente no instrumento de comparações de cidades.
A abordagem da lógica intrínseca difere radicalmente dos métodos utilizados pela maioria dos pesquisadores urbanos, que realizam pesquisas dentro de cidades, mas encarando-as como fatos que não precisam ser investigados em si. Na abordagem de Löw, no entanto, a própria cidade se torna objeto de investigação.
Atualmente, as pesquisas de Löw enfocam a reformulação contínua de espaços. Elas baseiam-se na teoria de que atualmente a constituição do espaço é cada vez mais estruturada em termos policontextuais, o que implica que múltiplos ordenamentos espaciais são cada vez mais eficazes simultaneamente em nossas ações e interações. Juntamente com Jörg Stollmann, ela dirige o projeto de pesquisa Smart Cities: A vida cotidiana em ambientes digitalizados, como parte do Centro de Pesquisas Colaborativas SFB 1265 “The Re-Figuration of Spaces”.

## Livros e artigos em português
- Löw, M., O passado da globalização: Salvador-espaço urbano e relações sociais.
- Löw, M., A sociologia do espaço: bases e objetivos. Simpósio: Passado e presente da globalização.
- Löw, M., O spatial turn: para uma sociologia do espaço. Tempo Social, 25(2), 17-34. https://dx.doi.org/10.1590/S0103-20702013000200002

## Outros livros e artigos
- Löw, Martina (2008): The Constitution of Space: The Structuration of Spaces Through the Simultaneity of Effects and Perception. In: European Journal of Social Theory 1, 11.
- Löw, Martina (2012): The Intrinsic Logic of Cities: Towards a New Theory on Urbanism, in: Urban Research & Practice Vol. 5/3. p. 303-315.
- Löw, Martina (2012): «Être-noir» (Blackness) - Une pratique collective à Salvador da Bahia: Faire de la sociologie urbaine après le «cultural turn», in: Articulo - Journal of Urban Research 8, online since 29 June 2012, http://articulo.revues.org/2039
- Löw, Martina (2013): The City as Experiential Space: The Production of Shared Meaning, in: International Journal of Urban and Regional Research Vol. 37/3, p. 894-908.
- Löw, Martina; Steets, Silke (2014): The spatial turn and the sociology of built environment. In: Koniordos, Sokrates; Kyrtsis, Alexandros (ed.): Routledge Handbook of European Sociology, London: Routledge, p. 211-224.
- Löw, Martina (2015): Managing the urban commons: Public interest and the representation of interconnectedness In: Christian Borch und Martin Kornberger (ed.), Urban Commons: Rethinking the City, Routledge, p. 109-126.
- Löw, Martina (2016): The Sociology of Space - Materiality, Social Structures, and Action. New York, Cultural Sociology, Palgrave Macmillan. ISBN 978-1-349-69568-3
- Löw, Martina; Fuller, Martina (ed.)(2017): Spatial sociology: Relational space after the turn. Current Sociology Monographs, Volume 65, Issue 4.